# سلافيتسا جوكيتش ديانوفيتش
سلافيتسا جوكيتش ديانوفيتش (بالسيريلية الصربية: Славица Ђукић-Дејановић) (و. 1951 – م) هي سياسية، وطبيبة نفسية من صربيا .

## التعليم
تعلمت في جامعة بلغراد.